# آدریانو نوولینی
آدریانو نوولینی (انگلیسی: Adriano Novellini؛ زادهٔ ۲ سپتامبر ۱۹۴۸) بازیکن فوتبال اهل ایتالیا است.
از باشگاه‌هایی که در آن بازی کرده‌است می‌توان به باشگاه فوتبال یوونتوس، باشگاه فوتبال بولونیا، باشگاه فوتبال کالیاری، باشگاه فوتبال آتالانتا، و باشگاه فوتبال پالرمو اشاره کرد.